# Игис
Игис (нем. Igis) — деревня и бывшая коммуна в Швейцарии, в кантоне Граубюнден.
Входит в состав региона Ландкварт (до 2015 года входила в округ Ландкварт).
Коммуна Игис состояла из 3 частей: собственно Игис, Ландкварт и Ландкварт-Фабрикен. В 2004 году Ландкварт-Фабрикен был присоединён к Ландкварту. 1 января 2012 года коммуны Игис и Мастрильс были объединены в новую коммуну, получившую название Ландкварт.
На 31 декабря 2011 года население коммуны составляло 8054 человека, в том числе в Игисе — 3487 человек, в Ландкварте 4567 человек.
Официальный код — 3942.